# خبره (مقاطعة فيروزآباد)
خبره (بالفارسية: خبره) هي قرية تقع في قسم دادنجان الريفي في إيران. يقدر عدد سكانها بـ 92 نسمة بحسب إحصاء 2016.